# Red Album (Baroness)
Red Album è il primo album della band statunitense Baroness, pubblicato il 4 settembre 2007, con l'etichetta discografica Relapse Records.
Red Album è stato considerato "Album dell'anno" dalla rivista heavy metal statunitense Revolver.
L'8 dicembre 2007 è stato prodotto un video musicale del brano Wanderlust.

## Tracce
1. Rays on Pinion - 7:35
2. The Birthing - 5:03
3. Isak - 4:22
4. Wailing Wintry Wind - 5:44
5. Cockroach en Fleur - 1:50
6. Wanderlust - 4:29
7. Aleph - 4:21
8. Teeth of a Cogwheel - 2:16
9. O'Appalachia - 2:36
10. Grad - 5:54
11. Untitled - 12:11 (Untitled inizia dopo 11:01 minuti di silenzio)